# Ommatius parvulus
Ommatius parvulus är en tvåvingeart som beskrevs av Schaeffer 1916. Ommatius parvulus ingår i släktet Ommatius och familjen rovflugor. Inga underarter finns listade i Catalogue of Life.